# Herney Luna
Herney Luna López (La Plata, 24 de febrero de 1969) es un director, guionista y productor de televisión colombiano. Es reconocido por realizar las direcciones de las series y telenovelas de producciones nacionales.

## Filmografía
- Romina Poderosa (2023)
- Entre sombras (2022)
- Las Villamizar (2022)
- El final del paraíso (2019)
- Sin senos sí hay paraíso (2018)
- Francisco el Matemático: Clase 2017 (2017)
- Sala de urgencias (2016)
- Diomedes, el Cacique de La Junta (2015)
- Allá te espero (2013)
- El Joe, la leyenda (2011)
- El penúltimo beso (2009)
- Pura sangre (2007)
- Juegos prohibidos (2005)
- La viuda de la mafia (2004)
- ¿Por qué diablos? (1999)